# Tartrectomia

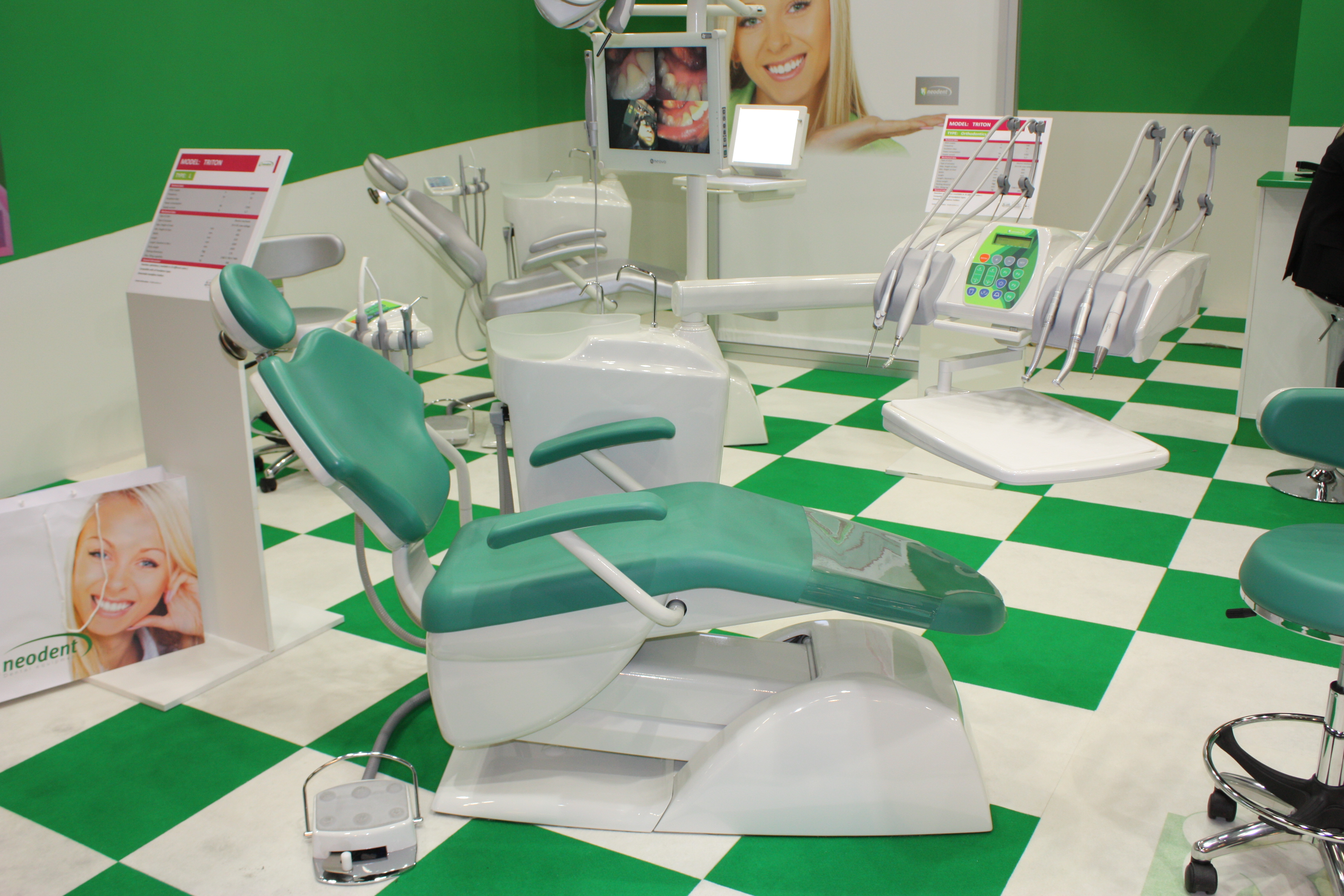
Gabinet dentari, entre les eines tot a la dreta s'hi observa una ferramenta de desincrustació amb ultrasons

La tartrectomia o desincrustació gingival consisteix en l'eliminació de la placa dentària o del càlcul dentari (quan és massa mineralizada) que s'ha acumulat a les dents, per a aconseguir una neteja dental, amb ultrasons i instruments odontològics especials.
Contràriament a la placa dentària, el tàrtar no pot ser eliminar amb un raspallet de les dents. La desincrustació pot ésser efectuada per un dentista, la tartrectomia essent una part de l'odontologia (dentisteria). En altres països com Suïssa o al Quebec, també pot ser efectuada per un higienista dental (que no és un metge). És un element essencial de la higiene buco-dentària, que permet igualment de trobar una càries eventual.

## Tipus
- El raspament coronal o eliminació de càlculs supragingivals sol fer-se periòdicament (els odontòlegs recomanen una neteja cada sis mesos com a profilaxis), per a eliminar l'acumulació de càlcul dentari (carrall), dipòsits tous (placa dentària) de difícil accés o algunes taques superficials.

- El raspament radicular (eliminació de càlculs subgingivals) l'ha de fer un periodoncista o periodontòlogo, que té un equipament específic, per la qual cosa cal fer una visita cal dentista.

## Tècnica
En el raspament coronal i radicular, la principal funció del qual és d'eliminar amb ultrasons o instruments manuals el carrall acumulat i tota la placa dentària mineralizada, fonamentalment tota la massa acumulada en la vora gingival de les peces dentals (supragingival) i en els espais interproximals (entre les dents). Aquesta acumulació de càlculs es produeix al llarg del temps i és inevitable encara que es pot retardar amb una correcta higiene dental. No obstant això, hi ha espais en la boca a què ni tan sols un una correcta raspallada és capaç d'arribar i és per això que amb el temps el carrall o fins placa s'arriba a formar inevitablement com a progrés de malalties com la periodontitis. Així mateix, aquesta acumulació es pot veure accelerada per diferents factors com el tipus de bacteris en el biofilm microbià, malalties bucals, estrès, predisposició genètica i sobretot, per la falta d'una correcta higiene dental amb raspall, fil i l'ús rutinari d'algun antisèptic antiplaca.